# روبرت ديكي
روبرت ديكي (بالإنجليزية: Robert Dickie)‏ مواليد 23 يونيو 1964 في ويلز - الوفاة 28 أكتوبر 2010، كان ملاكم محترف ويلزي صنّف ضمن فئة وزن الريشة بدأ مسيرته الاحترافية سنة 1983.

## إحصائيات
خاض خلال مسيرته 28 نزالا، فاز في 22 وتعادل في 4 وخسر في 2. فاز بالضربة القاضية في 15 نزالا.

## روابط خارجية
- روبرت ديكي على موقع بوكس ريك (الإنجليزية) (registration required)